# Comuna Maidan, Olevsk
Maidan (în ucraineană Майданська сільська рада) este o comună în raionul Olevsk, regiunea Jîtomîr, Ucraina, formată din satele Djerelo, Maidan (reședința) și Sarnivka.

## Demografie
Componența lingvistică a comunei Maidan
     Ucraineană (98,89%)
     Alte limbi (1,11%)
Conform recensământului din 2001, majoritatea populației comunei Maidan era vorbitoare de ucraineană (98,89%), existând în minoritate și vorbitori de alte limbi.